# Gesamtministerium Bünger
Das Gesamtministerium Bünger bildete vom 25. Juni 1929 bis 6. Mai 1930 (ab 18. Februar 1930 amtierend) die Landesregierung von Sachsen. 

## Abstimmungen im Sächsischen Landtag
| Wahlgang                                        | Kandidat                                                                              | Kandidat          | Stimmenanzahl | Anteil | Unterstützer         | Unterstützer         |
| ----------------------------------------------- | ------------------------------------------------------------------------------------- | ----------------- | ------------- | ------ | -------------------- | -------------------- |
| 1. Wahlgang                                     |                                                                                       | Wilhelm Bünger    | 44            | 52,4 % |                      | DVP und weitere      |
| 1. Wahlgang                                     |                                                                                       | Hermann Fleißner  | 33            | 39,3 % |                      | SPD                  |
| 1. Wahlgang                                     |                                                                                       | Willibalt Apelt   | 5             | 6,0 %  |                      | DDP                  |
| 1. Wahlgang                                     |                                                                                       | Max Heldt         | 2             | 2,4 %  |                      | ASPS                 |
| 1. Wahlgang                                     | Mehrheit: 43 (nur Mehrheit der abgegebenen und nicht-leeren Stimmzettel erforderlich) |                   |               |        |                      |                      |
| 1. Wahlgang                                     |                                                                                       | leere Stimmzettel | 12            | 12,5 % | angekündigt: 12× KPD | angekündigt: 12× KPD |
| Wilhelm Bünger zum Ministerpräsidenten gewählt. |                                                                                       |                   |               |        |                      |                      |

Wilhelm Bünger wurde bei der Wahl vermutlich auch durch Abgeordnete der WP, der DNVP, des Landvolkes, der NSDAP und der VRP (sowie eines Vertreters der DDP) unterstützt. Das Wahlverhalten ist ausweislich der (im Vergleich zu späteren Wahlen im Landtag) sehr kurzen Aussprache vor der Wahl nicht im Einzelnen nachvollziehbar. Die Wahl Büngers war zudem umstritten, da er nicht die absolute Mehrheit der abgegebenen Stimmen erhielt, sondern nur die der nicht-leeren Stimmzettel. Nach einer Sitzungsunterbrechung stimmte der Landtag deshalb nach einer Beratung im Ältestenrat vor der Vereidigung des Ministerpräsidenten zunächst darüber ab, ob die Wahl Büngers gültig ist. Der Landtag stimmte dem mit 49 gegen 47 Stimmen zu. Gegen diese Entscheidung gab es insbesondere bei den Sozialdemokraten lautstarken Widerspruch; die Kommunisten erhoben sich bei der Vereidigung nicht von ihren Sitzen. Die Sächsische Verfassung war in dieser Frage nicht eindeutig, denn sie sprach nur von der Mehrheit der abgegebenen Stimmzettel und nicht der abgegeben und nicht-leeren Stimmen. Noch bei der Ministerpräsidentenwahl am 11. Januar 1927 hat man eine solche Mehrheit nicht akzeptiert und die Wahl als nicht-erfolgreich eingestuft.
Während der Amtszeit des Ministerpräsidenten Bünger wurden mehrere Misstrauensanträge zur Abstimmung gestellt. Aufgrund der wie dargestellt umstrittenen Wahl wurde der erste bereits wenige Tage nach der Wahl des Ministerpräsidenten gestellt.
| Wahlgang                                                                     | Wahlgang                             | Stimmen    | Stimmenzahl | Anteil der Stimmen                                               | Unterstützung                                                    | Unterstützung                                                    | Unterstützung                                                    | Unterstützung                                                    | Unterstützung                                                    | Unterstützung                                                    | Unterstützung |
| ---------------------------------------------------------------------------- | ------------------------------------ | ---------- | ----------- | ---------------------------------------------------------------- | ---------------------------------------------------------------- | ---------------------------------------------------------------- | ---------------------------------------------------------------- | ---------------------------------------------------------------- | ---------------------------------------------------------------- | ---------------------------------------------------------------- | ------------- |
|                                                                              | Misstrauensantrag (auf Drs. Nr. 114) | Ja-Stimmen | 44          | 45,8 %                                                           |                                                                  |                                                                  |                                                                  |                                                                  |                                                                  |                                                                  | SPD, KPD      |
| Nein-Stimmen                                                                 | Misstrauensantrag (auf Drs. Nr. 114) | 41         | 42,7 %      |                                                                  |                                                                  |                                                                  |                                                                  |                                                                  |                                                                  | DVP, WP, DNVP, SLV, NSDAP, ASPS                                  |               |
| Enthaltungen                                                                 | Misstrauensantrag (auf Drs. Nr. 114) | 7          | 7,2 %       |                                                                  |                                                                  |                                                                  |                                                                  |                                                                  |                                                                  | VRP, DDP sowie der Herr Ministerpräsident                        |               |
| Nichtteilnahme                                                               | Misstrauensantrag (auf Drs. Nr. 114) | 4          | 4,2 %       | von Fumetti (VRP), Heldt (ASPS), Liebmann (SPD), Schreiber (SLV) | von Fumetti (VRP), Heldt (ASPS), Liebmann (SPD), Schreiber (SLV) | von Fumetti (VRP), Heldt (ASPS), Liebmann (SPD), Schreiber (SLV) | von Fumetti (VRP), Heldt (ASPS), Liebmann (SPD), Schreiber (SLV) | von Fumetti (VRP), Heldt (ASPS), Liebmann (SPD), Schreiber (SLV) | von Fumetti (VRP), Heldt (ASPS), Liebmann (SPD), Schreiber (SLV) | von Fumetti (VRP), Heldt (ASPS), Liebmann (SPD), Schreiber (SLV) |               |
| Misstrauensantrag der KPD abgelehnt. Gesamtministerium Bünger bleibt im Amt. |                                      |            |             |                                                                  |                                                                  |                                                                  |                                                                  |                                                                  |                                                                  |                                                                  |               |

Zwei weitere Anträge wurden am 14. Januar 1930 abgestimmt. Ein Misstrauensantrag der Nationalsozialisten richtete sich explizit gegen den Arbeits- und Wohlfahrtsminister Georg Elsner. Dieser Antrag wurde abgelehnt; Elsner trat jedoch sieben Tage später aus freien Stücken zurück. Ein zweiter Antrag der KPD richtete sich erneut gegen die ganze Regierung. Auch dieser Antrag wurde abgelehnt.
| Wahlgang                                                                     | Wahlgang                                                         | Stimmen    | Stimmenzahl | Anteil der Stimmen                    | Unterstützung                         | Unterstützung                         | Unterstützung                         | Unterstützung                         | Unterstützung                                  | Unterstützung                              |
| ---------------------------------------------------------------------------- | ---------------------------------------------------------------- | ---------- | ----------- | ------------------------------------- | ------------------------------------- | ------------------------------------- | ------------------------------------- | ------------------------------------- | ---------------------------------------------- | ------------------------------------------ |
|                                                                              | Misstrauensantrag gegen Minister Georg Elsner (auf Drs. Nr. 285) | Ja-Stimmen | 17          | 17,7 %                                |                                       |                                       |                                       |                                       |                                                | NSDAP, große Teile der DNVP, Teile der KPD |
| Nein-Stimmen                                                                 | Misstrauensantrag gegen Minister Georg Elsner (auf Drs. Nr. 285) | 2          | 2,0 %       |                                       |                                       |                                       |                                       |                                       | ASPS                                           |                                            |
| Enthaltungen                                                                 | Misstrauensantrag gegen Minister Georg Elsner (auf Drs. Nr. 285) | 74         | 77,1 %      |                                       |                                       |                                       |                                       |                                       | SPD, DVP, WP, SLV, DDP, Teile von KPD und DNVP |                                            |
| Nichtteilnahme                                                               | Misstrauensantrag gegen Minister Georg Elsner (auf Drs. Nr. 285) | 3          | 3,1 %       | von Fumetti, Mack, Wallner (alle VRP) | von Fumetti, Mack, Wallner (alle VRP) | von Fumetti, Mack, Wallner (alle VRP) | von Fumetti, Mack, Wallner (alle VRP) | von Fumetti, Mack, Wallner (alle VRP) | von Fumetti, Mack, Wallner (alle VRP)          |                                            |
| Misstrauensantrag der NSDAP abgelehnt. Georg Elsner bleibt im Amt.           |                                                                  |            |             |                                       |                                       |                                       |                                       |                                       |                                                |                                            |
|                                                                              | Misstrauensantrag (auf Drs. Nr. 286)                             | Ja-Stimmen | 47          | 49,0 %                                |                                       |                                       |                                       |                                       |                                                | SPD, KPD, ASPS                             |
| Nein-Stimmen                                                                 | Misstrauensantrag (auf Drs. Nr. 286)                             | 42         | 43,8 %      |                                       |                                       |                                       |                                       |                                       | DVP, WP, DNVP, SLV, NSDAP                      |                                            |
| Enthaltungen                                                                 | Misstrauensantrag (auf Drs. Nr. 286)                             | 4          | 4,2 %       |                                       |                                       |                                       |                                       |                                       | DDP                                            |                                            |
| Nichtteilnahme                                                               | Misstrauensantrag (auf Drs. Nr. 286)                             | 3          | 3,1 %       | von Fumetti, Mack, Wallner (alle VRP) | von Fumetti, Mack, Wallner (alle VRP) | von Fumetti, Mack, Wallner (alle VRP) | von Fumetti, Mack, Wallner (alle VRP) | von Fumetti, Mack, Wallner (alle VRP) | von Fumetti, Mack, Wallner (alle VRP)          |                                            |
| Misstrauensantrag der KPD abgelehnt. Gesamtministerium Bünger bleibt im Amt. |                                                                  |            |             |                                       |                                       |                                       |                                       |                                       |                                                |                                            |

Am 18. Februar 1930 wurde ein Misstrauensantrag der NSDAP angenommen (und einer der KPD abgelehnt). Es handelte sich bei beiden um destruktive Misstrauensanträge, durch die kein neuer Ministerpräsident gewählt wurde. Das Gesamtministerium trat am gleichen Tag zurück, bleib aber noch rund zweieinhalb Monate geschäftsführend im Amt. Grund für die Anträge war die Zustimmung des sächsischen Vertreters im Reichsrat zum Young-Plan.
| Wahlgang                                                                        | Wahlgang                             | Stimmen    | Stimmenzahl | Anteil der Stimmen | Unterstützung | Unterstützung | Unterstützung | Unterstützung | Unterstützung | Unterstützung | Unterstützung | Unterstützung | Unterstützung | Unterstützung       | Unterstützung              |
| ------------------------------------------------------------------------------- | ------------------------------------ | ---------- | ----------- | ------------------ | ------------- | ------------- | ------------- | ------------- | ------------- | ------------- | ------------- | ------------- | ------------- | ------------------- | -------------------------- |
|                                                                                 | Misstrauensantrag (auf Drs. Nr. 344) | Ja-Stimmen | 45          | 46,9 %             |               |               |               |               |               |               |               |               |               |                     | SPD, KPD                   |
| Nein-Stimmen                                                                    | Misstrauensantrag (auf Drs. Nr. 344) | 42         | 43,8 %      |                    |               |               |               |               |               |               |               |               |               | DVP, WP, SLV, NSDAP |                            |
| Enthaltungen                                                                    | Misstrauensantrag (auf Drs. Nr. 344) | 9          | 9,4 %       |                    |               |               |               |               |               |               |               |               |               | DDP, VRP, ASPS      |                            |
| Misstrauensantrag der KPD abgelehnt. Gesamtministerium Bünger bleibt im Amt.    |                                      |            |             |                    |               |               |               |               |               |               |               |               |               |                     |                            |
|                                                                                 | Misstrauensantrag (auf Drs. Nr. 348) | Ja-Stimmen | 63          | 65,6 %             |               |               |               |               |               |               |               |               |               |                     | SPD, KPD, DNVP, SLV, NSDAP |
| Nein-Stimmen                                                                    | Misstrauensantrag (auf Drs. Nr. 348) | 24         | 25,0 %      |                    |               |               |               |               |               |               |               |               |               | DVP, WP             |                            |
| Enthaltungen                                                                    | Misstrauensantrag (auf Drs. Nr. 348) | 9          | 9,4 %       |                    |               |               |               |               |               |               |               |               |               | DDP, VRP, ASPS      |                            |
| Misstrauensantrag der NSDAP erfolgreich. Gesamtministerium Bünger tritt zurück. |                                      |            |             |                    |               |               |               |               |               |               |               |               |               |                     |                            |

## Mitglieder des Gesamtministeriums
Die Bildung der Regierung wurde im Landtag erst am 3. Juli verkündet. Bis dahin führten die bisherigen Minister die Geschäfte. Die Besetzung des Arbeitsministers erfolgte gar erst am 1. September 1929.
| Amt                             | Bild | Name                                                                              | Partei | Partei    |
| ------------------------------- | ---- | --------------------------------------------------------------------------------- | ------ | --------- |
| Ministerpräsident               |      | Wilhelm Bünger                                                                    |        | DVP       |
| Minister für Volksbildung       |      | Wilhelm Bünger                                                                    |        | DVP       |
| Minister des Innern             |      | Willibalt Apelt (geschäftsführend bis 3. Juli 1929)                               |        | DDP       |
| Minister des Innern             |      | Friedrich Wilhelm Richter (seit 3. Juli 1929)                                     |        | parteilos |
| Minister der Finanzen           |      | Hugo Weber                                                                        |        | WP        |
| Minister der Justiz             |      | Arthur von Fumetti (geschäftsführend bis 3. Juli 1929)                            |        | VRP       |
| Minister der Justiz             |      | Karl Emil Mannsfeld (seit 3. Juli 1929)                                           |        | parteilos |
| Minister für Wirtschaft         |      | Friedrich Krug von Nidda und von Falkenstein                                      |        | DNVP      |
| Arbeits- und Wohlfahrtsminister |      | Georg Elsner (ab 1. September 1929, vorher geschäftsführend; bis 21. Januar 1930) |        | ASPS      |
| Arbeits- und Wohlfahrtsminister |      | Friedrich Wilhelm Richter (geschäftsführend ab 21. Januar 1930)                   |        | parteilos |